# Honor (Michigan)
Honor – wieś w Stanach Zjednoczonych, w stanie Michigan, w hrabstwie Benzie. Leży na wysokości 197 m n.p.m. i liczy 337 mieszkańców.